# Karamell

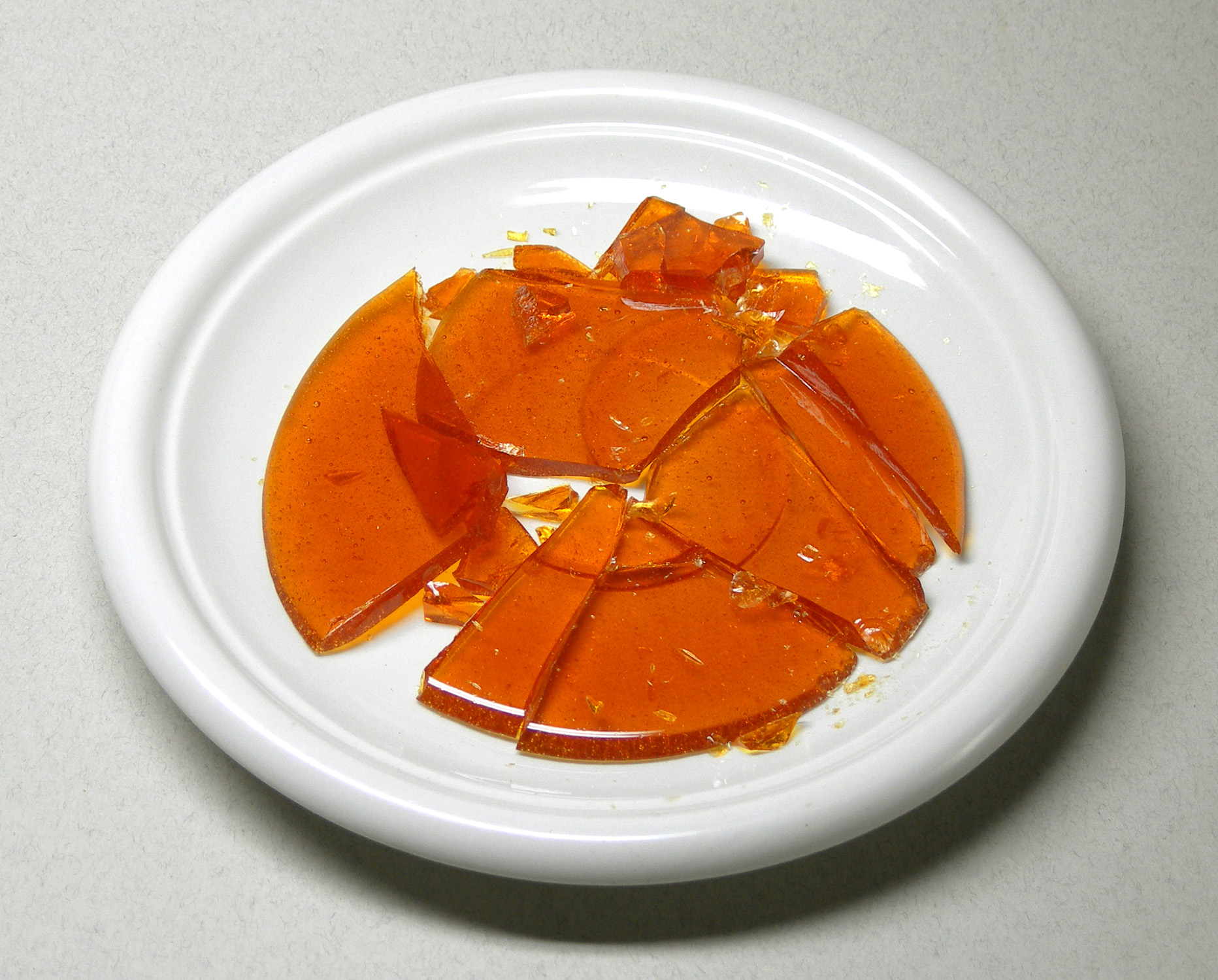
Bruchstücke erkalteten Karamells

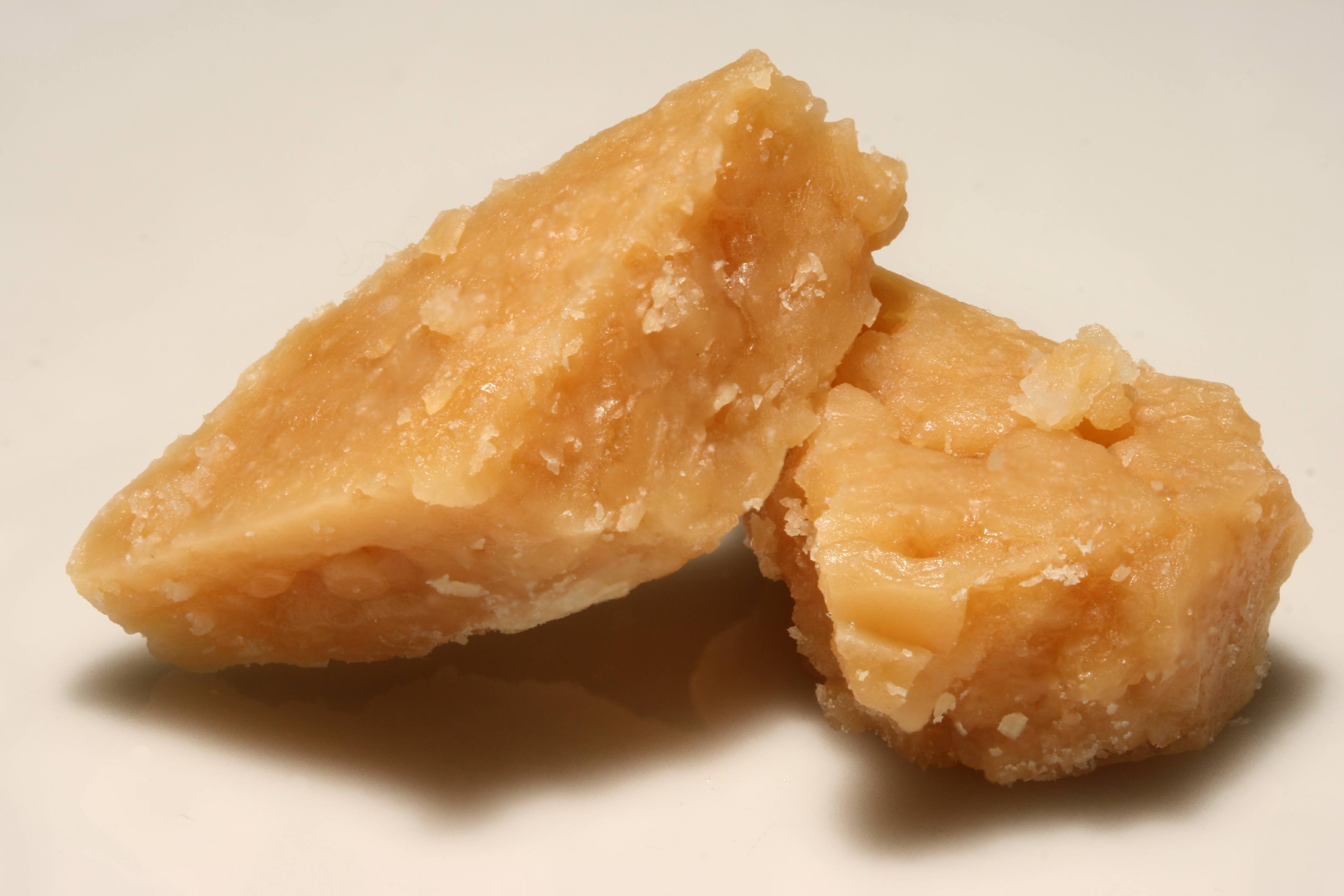
Detailaufnahme von Sahnekaramellstücken

Karamell (entlehnt über französisch caramel aus spanisch caramelo „gebrannter Zucker aus Zuckerrohr“) ist eine durch starkes trockenes Erhitzen erzeugte Mischung aus geschmolzenem Zucker sowie seinen oxidierten und kondensierten Reaktionsprodukten. Je nach Temperatur verfärbt er sich dabei goldgelb bis tiefbraun und entwickelt die typischen Röstaromen des Karamellgeruchs. Karamell schmeckt, je nach Röstungsgrad, süß bis bitter. 
Der abgeleitete Ausdruck Karamelle bezeichnet ein Bonbon.

## Herstellung
| Saccharid  | Zucker        | Tempe- ratur |
| ---------- | ------------- | ------------ |
| Fructose   | Fruchtzucker  | 0110 °C      |
| Galactose  | Milchzucker   | 0160 °C      |
| Glucose    | Traubenzucker | 0160 °C      |
| Saccharose | Rohrzucker    | 0160 °C      |
| Maltose    | Malzzucker    | 0180 °C      |

Bei der traditionellen Herstellung von Karamell wird Kristallzucker (Saccharose) unter ständigem Rühren trocken in einer Pfanne auf starkem Feuer erhitzt. Beginnt der Zucker zu schmelzen, dauert es nur wenige Sekunden, bis der Karamell eine dunkle Farbe annimmt – die Herstellung verlangt entsprechend ständige Aufmerksamkeit. Damit die Masse anschließend nicht erstarrt, wird sie, wenn der gewünschte Bräunungsgrad erreicht ist, mit kochendem Wasser abgelöscht und zu einem Sirup aufgelöst.
Kristallzucker beginnt bei etwa 135 °C zu schmelzen, noch ohne sich zu verfärben. Der damit entstehende schwache Bruch wird in der Konditorei für glasierte Früchte, Spinnzucker und Dekorationen aus Zucker verwendet. Das eigentliche Karamellisieren, bei dem Farbe und Geschmack verändert werden, setzt bei Temperaturen über 143 °C ein. Für goldbraunen Karamell sind Temperaturen von 143 bis 160 °C notwendig. Erkalteter Karamell ist durchscheinend und von glasartiger, hart-brüchiger Konsistenz. Über 160 °C entsteht bittere, dunkelbraune bis schwarze Zuckercouleur.
Bei anderen Zuckerarten finden sich abweichende Karamellisierungstemperaturen. Fruchtzucker (Fructose) karamellisiert bereits bei 110 °C, die Temperatur bei Malzzucker (Maltose) liegt mit 180 °C über der von Kristallzucker.

## Chemische Grundlagen
Während des Karamellisierens ereignen sich verschiedene, nicht vollständig geklärte, zum Teil gleichzeitig ablaufende chemische Prozesse. Hierzu gehören eine Veränderung der Mutarotation, bei Saccharose eine Inversion, Oxidationen, Kondensationsreaktionen, Polymerisationen, intramolekulare kovalente Bindungen, Umlagerungen wie Isomerisierungen und eine teilweise Pyrolyse, bei dunklerem Karamell zunehmend eine Verkohlung. Der Zucker wird entwässert, und die Kohlenhydrate verbinden sich zu verschiedenen Polymeren, Ketonen und Aldehyden, von denen einige für die braune Färbung und den bitteren Geschmack verantwortlich sind. Daher schmeckt Karamell umso herber, je dunkler er gebrannt ist. Charakteristische Geruchsnoten entstehen durch verschiedene Dihydrofuranone, Cyclopentenolone, Cyclohexenolone und Pyrone (z. B. Maltol).
Schon bei Zimmertemperatur werden Kohlenhydratmoleküle gelegentlich von zwei benachbarten −OH und −H in Form von Wasser verlassen, d. h., Kohlenhydrate haben bei Zimmertemperatur schon einen gewissen, wenn auch geringen Wasserdampfdruck. Dieser steht allgemein im Gleichgewicht mit dem Wasserdampfdruck der Luft, sodass die in unserer Lufthülle normalerweise herrschende Luftfeuchtigkeit ausreicht, um dies rückgängig werden zu lassen. Das gilt auch bei entsprechender Hitze: Kohlenhydrate werden letztlich vollständig zu Wasser und Kohlenstoff zersetzt, der Vorgang geht von Zuckercouleur zur Zuckerkohle. Anders als beim Bräunen von eiweißhaltigen Lebensmitteln findet beim Karamellisieren von Zucker und anderen reinen Kohlenhydraten keine Maillard-Reaktion statt. Es gibt allerdings kombinierte Prozesse, wenn beispielsweise zur Herstellung von Bonbons (Karamellen oder Toffee) dem heißen Karamell Sahne hinzugegeben und eingekocht wird, wodurch Milcheiweiß oder andere Proteine am Prozess beteiligt sind.

## Verwendung
In der Küche dient Karamell vor allem zur Herstellung von Süßwaren wie gebrannten Mandeln oder für Desserts wie Crème au caramel, Crème brûlée, aber auch für Gebäck. Dunkler, kaum noch süßer Zuckercouleur wird zum Färben von Saucen eingesetzt. Dieser wird in der Lebensmittelindustrie als spezieller Karamell außer für Süßspeisen vor allem als Farbstoff verwendet. Für Zuckercouleur wird meist nicht das einfache Erhitzen von Zucker genutzt.
Neben Zucker eignet sich Isomalt zur Karamellherstellung, das in zuckerfreien Süßwaren eingesetzt wird.

## Andere Bedeutungen des Ausdrucks „Karamellisieren“
Unter Köchen wird der Ausdruck „Karamellisieren“ häufig synonym zu Sautieren verwendet, als für ein rasches heißes Anbraten, oder bezeichnet manche Zubereitungsformen im Backofen. So werden z. B. „karamellisierte Zwiebeln“ im Ofen geschmort. Es gibt auch karamellisierte Kartoffeln.
Doch laufen bei diesen Kochvorgängen vor allem Maillard-Reaktionen ab; daneben werden in geringerem Umfang auch enthaltene Kohlenhydrate karamellisiert. Die enthaltenen Proteine bilden in Maillard-Reaktionen andere Aromastoffe und teilweise wird Saccharose karamellisiert; in der Kombination ergibt sich ein süßlich-würziger Geschmack.